# Pecorino (sýr)

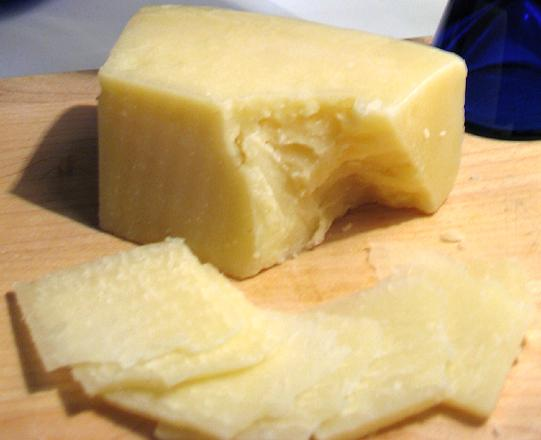
Sýr Pecorino Romano

Pecorino [pekorino] je typický tvrdý italský sýr vyráběný z ovčího mléka. Název pecorino vychází z italského slova pecora, které znamená ovce, a je chráněn v EU.
Sýr má barvu smetanovou až sýrově světle žlutou. Po delším zrání se na sýru vytvoří kůrka sýrově žluté barvy o různé tloušťce v závislosti na délce zrání. Chuť sýru je slaná, výrazně pikantní.
Výroba sýra je známa přes 2000 let, kdy ji popsali Varro a Plinius starší.

## Varianty

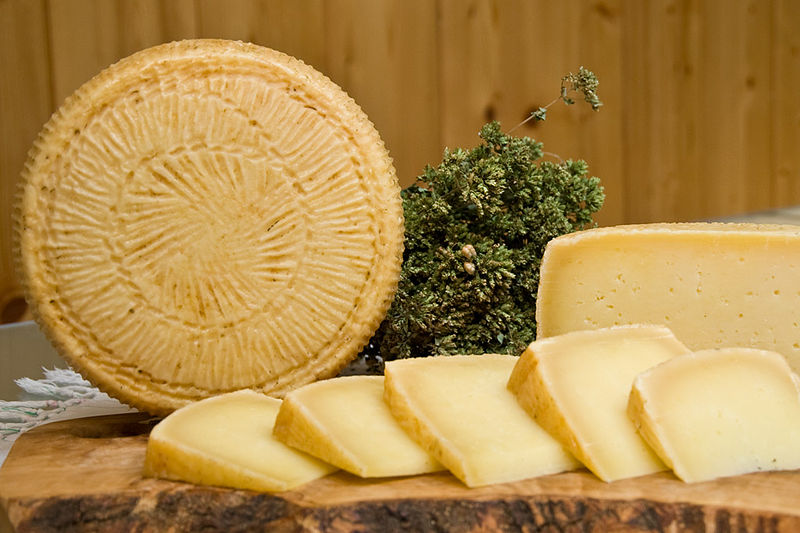
Pecorino di Filiano

Sýr pecorino existuje v několika desítkách variant, jejichž produkce je často zákonem vyhrazena pro určitou oblast původu. Mimo Itálii nejznámější je Pecorino Romano (římský pecorino), který se však kromě okolí Říma smí produkovat i na Sardinii, kde se ho vyrábí drtivá většina. Dále existují například:
- Pecorino Siciliano, původ Sicílie
- Pecorino Sardo, původ Sardinie, z něj se vyrábí také sýr Casu marzu.
- Pecorino Toscano, původ Toskánsko
- Pecorino di Filiano, původ Basilicata.